# Eliza (Blackmore)
Eliza: an Epic Poem – epos autorstwa dworskiego lekarza i poety Richarda Blackmore’a, opublikowany w 1705. Opowiada o walkach Anglików z Hiszpanami. Został napisany dystychem bohaterskim, czyli parzyście rymowanym pentametrem jambicznym (dziesięciozgłoskowcem).

Let, Heav'nly Muse, Enthusiastick Fire,
With Heat Divine, my lab'ring Breast inspire;
That I may sing of Military Toil,
And of the Queen, that rul'd the British Isle;
Who zealous pure Religion to defend,
Did to the Belgick Shore her Cohorts send,
To save reform'd Batavia, and restrain
The persecuting Rage of superstitious Spain.